# Alexander Jurjewitsch Juschin
Alexander Jurjewitsch Juschin (russisch Александр Юрьевич Юшин; * 4. April 1995 in Moskau) ist ein russischer Fußballspieler.

## Karriere

### Verein
Juschin begann seine Karriere bei Spartak Moskau. In der Saison 2008 spielte er für Krylja Sowetow Moskau, ehe er wieder zu Spartak zurückkehrte. Im März 2014 wechselte er zum unterklassigen Awenta-2000 Moskau. Im Januar 2015 wechselte er nach Mazedonien zum Erstligisten FK Teteks Tetovo, für den er allerdings nie zum Einsatz kam. Im August 2015 wechselte der Stürmer daraufhin weiter nach Armenien zum FC Ulisses Jerewan. Für Ulisses kam er bis zur Winterpause zu sechs Einsätzen in der Bardsragujn chumb, in denen er ein Tor erzielte.
Im Januar 2016 wechselte Juschin nach Belarus zu Belschyna Babrujsk. In der Saison 2016 kam er zu 21 Einsätzen für Belschyna in der Wyschejschaja Liha, in denen er einmal traf. Mit dem Klub stieg er zu Saisonende allerdings aus der höchsten Spielklasse ab. Daraufhin kehrte er im Januar 2017 nach Russland zurück und schloss sich dem unterklassigen Metallurg Moskau an. Im Februar 2018 wechselte er zum Drittligisten FK Kaluga. Für Kaluga absolvierte er neun Partien in der Perwenstwo PFL, in denen er drei Tore erzielte. Im August 2018 wechselte er zum Ligakonkurrenten Chimik Nowomoskowsk. Für Chimik kam er bis zur Winterpause elfmal zum Einsatz.
Im Februar 2019 kehrte der Angreifer nach Babrujsk zurück. Für Belschyna kam er in der Saison 2019 zu 27 Einsätzen in der Perschaja Liha, in denen er 26 Tore erzielte. Damit wurde er Torschützenkönig in der zweiten belarussischen Liga, mit Babrujsk stieg er zudem wieder in die Wyschejschaja Liha auf. Nach dem Aufstieg verließ er den Verein aber und kehrte im Februar 2020 nach Russland zurück, wo er zum Zweitligisten FK Neftechimik Nischnekamsk wechselte. Für Nischnekamsk absolvierte er in der Rückrunde 2019/20 ein Spiel, ehe die Saison COVID-bedingt abgebrochen wurde. In der Saison 2020/21 kam er zu 32 Einsätzen in der Perwenstwo FNL, in denen er sechsmal traf. In der Spielzeit 2021/22 erzielte er bis zur Winterpause 18 Tore in 25 Zweitligaeinsätzen, womit er in der Winterpause die Torjägertabelle anführte.
Im Januar 2022 wechselte Juschin zum Erstligisten Ural Jekaterinburg. Im März 2022 debütierte er dann in der Premjer-Liga. Bis Saisonende kam er zu sechs Einsätzen im Oberhaus. In der Saison 2022/23 absolvierte er 26 Partien, in denen er fünf Tore erzielte. In der Saison 2023/24 kam er bis zur Winterpause zu 13 Einsätzen. Im Februar 2024 wechselte er zum Zweitligisten Rodina Moskau.

### Nationalmannschaft
Im September 2023 gab Juschin in einem Testspiel gegen Katar sein Debüt in der russischen A-Nationalmannschaft.